# Francis Xavier DiLorenzo

Bischofswappen von Francis Xavier DiLorenzo

Francis Xavier DiLorenzo (* 15. April 1942 in Philadelphia, Pennsylvania; † 17. August 2017 in Richmond, Virginia) war ein US-amerikanischer Geistlicher und römisch-katholischer Bischof von Richmond, Virginia, USA.

## Leben
Francis DiLorenzo trat in das Priesterseminar St. Charles Borromeo in Philadelphia ein und studierte Philosophie und Theologie. Am 18. Mai 1968 empfing er die Priesterweihe durch den Erzbischof von Philadelphia, John Joseph Kardinal Krol. Er war Pfarrer in Warrington und Kaplan an der dortigen Archbishop Woods High School for Girls und später Lehrer für Biologie und Religion an der Cardinal Dougherty High School in Philadelphia. Von 1971 bis 1973 studierte er Moraltheologie an der Päpstlichen Akademie Alfonsiana in Rom und wurde 1975 am römischen Angelicum zum Dr. theol. promoviert. 1983 wurde er Vizerektor des Priesterseminars St. Charles Borromeo in Philadelphia, später dessen Rektor.
Papst Johannes Paul II. ernannte ihn am 26. Januar 1988 zum Weihbischof in Scranton und Titularbischof von Tigias. Der Bischof von Scranton, James Clifford Timlin, spendete ihm am 8. März desselben Jahres die Bischofsweihe; Mitkonsekratoren waren Anthony Joseph Kardinal Bevilacqua, Erzbischof von Philadelphia, und Joseph Carroll McCormick, Altbischof von Scranton.
Am 12. Oktober 1993 wurde er zum Apostolischen Administrator von Honolulu ernannt. Am 29. November 1994 wurde er zum Bischof von Honolulu ernannt. Am 31. März 2004 wurde er durch Johannes Paul II. zum Bischof von Richmond ernannt und am 24. Mai desselben Jahres in das Amt eingeführt.
DiLorenzo engagierte sich in der Bischofskonferenz der Vereinigten Staaten in verschiedenen Kommissionen; er war Vorsitzender des Komitees für Wissenschaft und Bedeutung menschlicher Werte.